# Constat amiable
Pour le constat amiable dégâts des eaux, voir Assurance habitation.

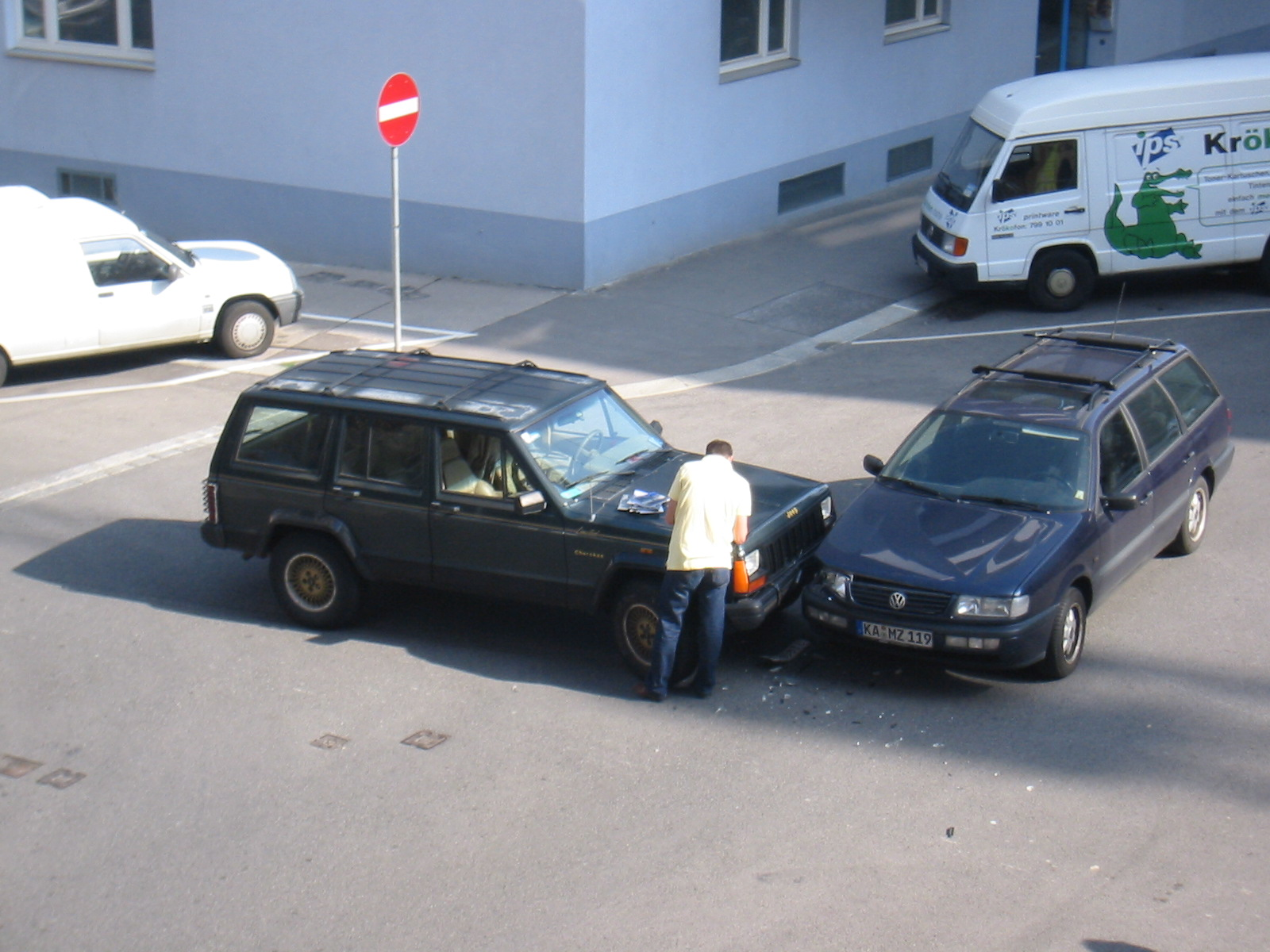
Rédaction d'un constat amiable après un accident de la route

Un constat amiable automobile est un document — formulaire à remplir juste après un accident de la route entre automobilistes — expliquant les circonstances de celui-ci, et qui sera utilisé par les assurances pour décider des responsabilités et des indemnisations. Il ne concerne pas les piétons et les cyclistes pour qui l'assurance n'est pas obligatoire.
C'est un document normalisé dans beaucoup de pays, notamment dans les pays de l'Union européenne, sous forme de formulaire. Il est vivement conseillé par les assurances pour faciliter le traitement du dossier, mais reste néanmoins non obligatoire. Il est un appui pour relater des faits. Un constat amiable n'est en rien un moyen pour l'un des deux automobilistes de reconnaître sa ou ses responsabilité(s), c'est à la société d'assurance de la déterminer.
Il peut être suffisant en cas de dommages matériel, mais ne dispense pas d'appeler les services officiels en cas de dommages corporels.

## Compositions

### En Europe

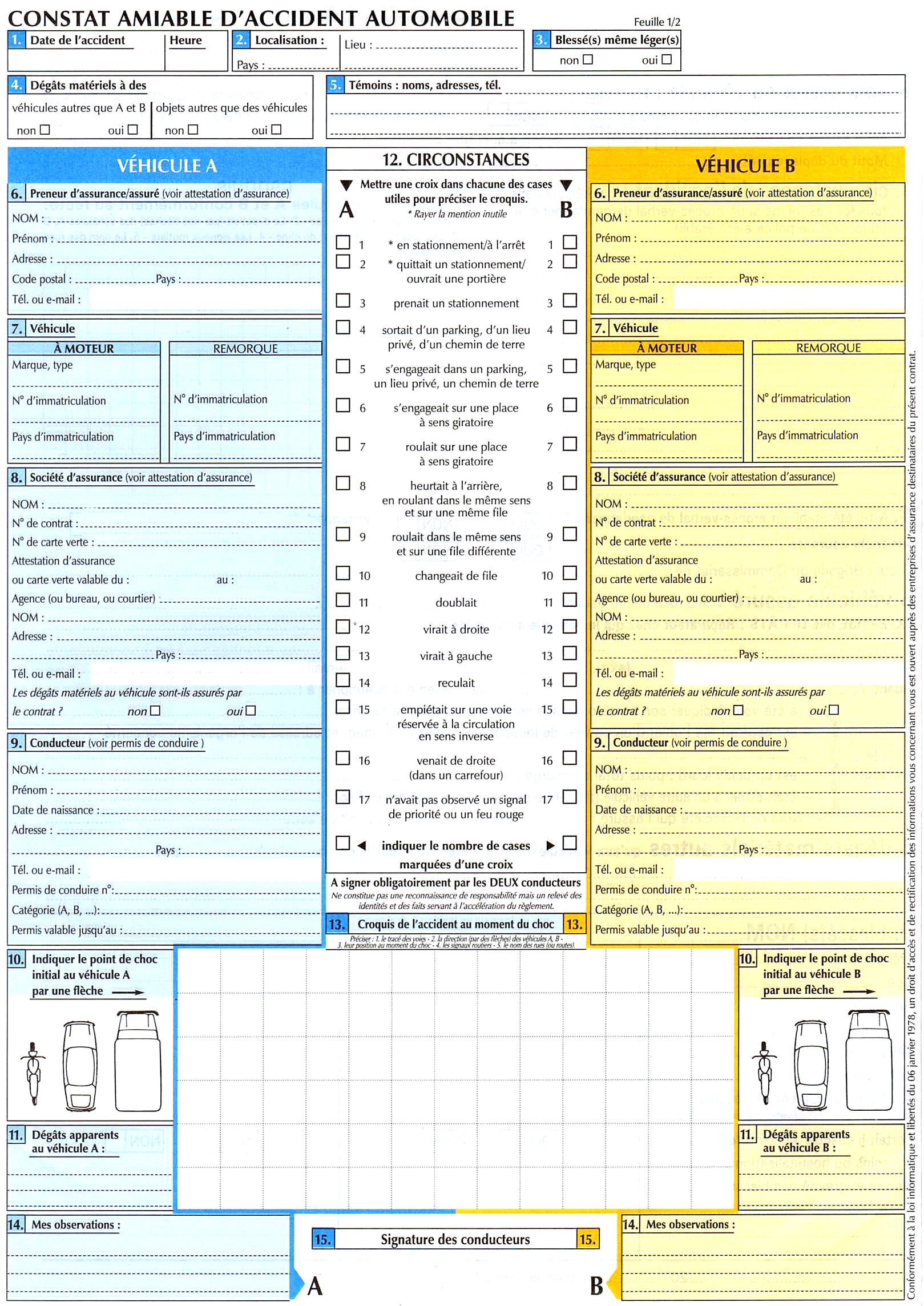
Le recto d'un formulaire de constat européen d'accident, dit constat amiable

En Europe, le constat européen d'accident dit constat à l’amiable, est obligatoirement remis par l'assureur à la signature du contrat, sous forme papier, ou sous forme électronique.
Chaque année, 1,8 million[Où ?] de constats amiables sont utilisés en raison de dégâts matériels.
Lors d'un choc entre deux véhicules, un seul constat doit être rempli et signé sur les lieux de l'accident par les deux conducteurs; chacun en gardant un exemplaire. Toutefois, une partie ne peut contraindre l'autre à la signature. En cas de désaccord il est possible que chacun remplisse un exemplaire avec sa version et donne le double à l'autre conducteur. 
En cas de choc avec plusieurs voitures un constat doit être rempli entre chaque voiture entrée en collision.
En cas de choc impliquant plusieurs véhicules, les véhicules doivent être considérés deux à deux. Par exemple, lors d'un accident en file, le conducteur du véhicule peut avoir à faire deux constats : un avec le véhicule précédent et un avec le véhicule suiveur.

#### Le document du formulaire
Le formulaire existe dans différentes langues de l'Union européenne, ainsi qu'en format bilingue.
Le recto du constat amiable se décompose en plusieurs parties principales:
Parties communes:
- Les informations du sinistre avec date, lieu, nature des dommages et s'il y a des témoins.
- Les cases précisant les mouvements des véhicules. Elles sont incriminantes, discriminantes ou neutres en fonction de leur impact sur les responsabilités.
- Les circonstances de l'accident avec la possibilité de dessiner un croquis.

Parties individuelles :
- Les coordonnées des deux véhicules impliqués ainsi que l'assurance, le conducteur, et les dommages subis,

- Les observations des conducteurs.

Les parties communes sont bilatérales, les parties individuelles unilatérales.
Le constat présente deux volets identiques en papier carbone. Lors d'un sinistre chaque véhicule impliqué prend alors un volet qu'il remettra à son assurance.
La composition du verso varie en général de pays en pays et concerne les données utiles à la compagnie d'assurance pour indemniser le preneur d'assurance en droit dans l'accident.

### Au Québec
Comme en Europe, il existe au Québec un constat amiable (appelé en anglais Joint Report) à remplir par les propriétaires de véhicules impliqués dans un accident avec uniquement des dommages matériels. Il comporte plusieurs parties :
- Les informations du sinistre avec date, lieu, nature des dommages et s'il y a des témoins.
- Les circonstances de l'accident avec la possibilité de dessiner un croquis.
- L'identification des deux véhicules impliqués, des conducteurs, ainsi que leurs assurances.
- Les observations des conducteurs.

## Constat automobile électronique
Le 1er décembre 2014, l'Association française de l'assurance annonce le lancement d'une application pour smartphone baptisée « e-constat auto ». L'application, développée conjointement par les compagnies d'assurance membres de la FFSA (Fédération française des sociétés d'assurances) et du GEMA (Groupement des entreprises mutuelles d'assurance), permet de déclarer facilement et rapidement un accident matériel à sa compagnie d'assurance, sur le même modèle que le constat papier. Selon une étude LeComparateurAssurance.com, 57 % des Français seraient prêts à utiliser cette application, malgré le manque de confiance dans cette application mobile, la peur de non-réception du contrat par l'assureur et la peur de ne pas savoir utiliser cette application le moment venu.
Il existe aussi des applications sur portable qui intègrent la géolocalisation, un report aisé des informations du véhicule et de l'assurance, la prise de photos et l'établissement d'un croquis. Elles peuvent permettre également de programmer un rendez-vous chez un carrossier.
Cette application n'est valable qu'en France pour des véhicules immatriculés en France.